# Philipotabanus unimacula
Philipotabanus unimacula är en tvåvingeart som först beskrevs av Krober 1934.  Philipotabanus unimacula ingår i släktet Philipotabanus och familjen bromsar.
Artens utbredningsområde är Surinam. Inga underarter finns listade i Catalogue of Life.